# Венклостер
Венклостер (нід. Veenklooster, фриз. Feankleaster) — село в нідерландській провінції Фрисландія. Входить до муніципалітету Північно-Східна Фрисландія.
Його площа становить 2,48 км², а населення станом на 2021 рік складало 110 осіб.
Перша згадка про населений пункт датується 1446 роком.

## Галерея

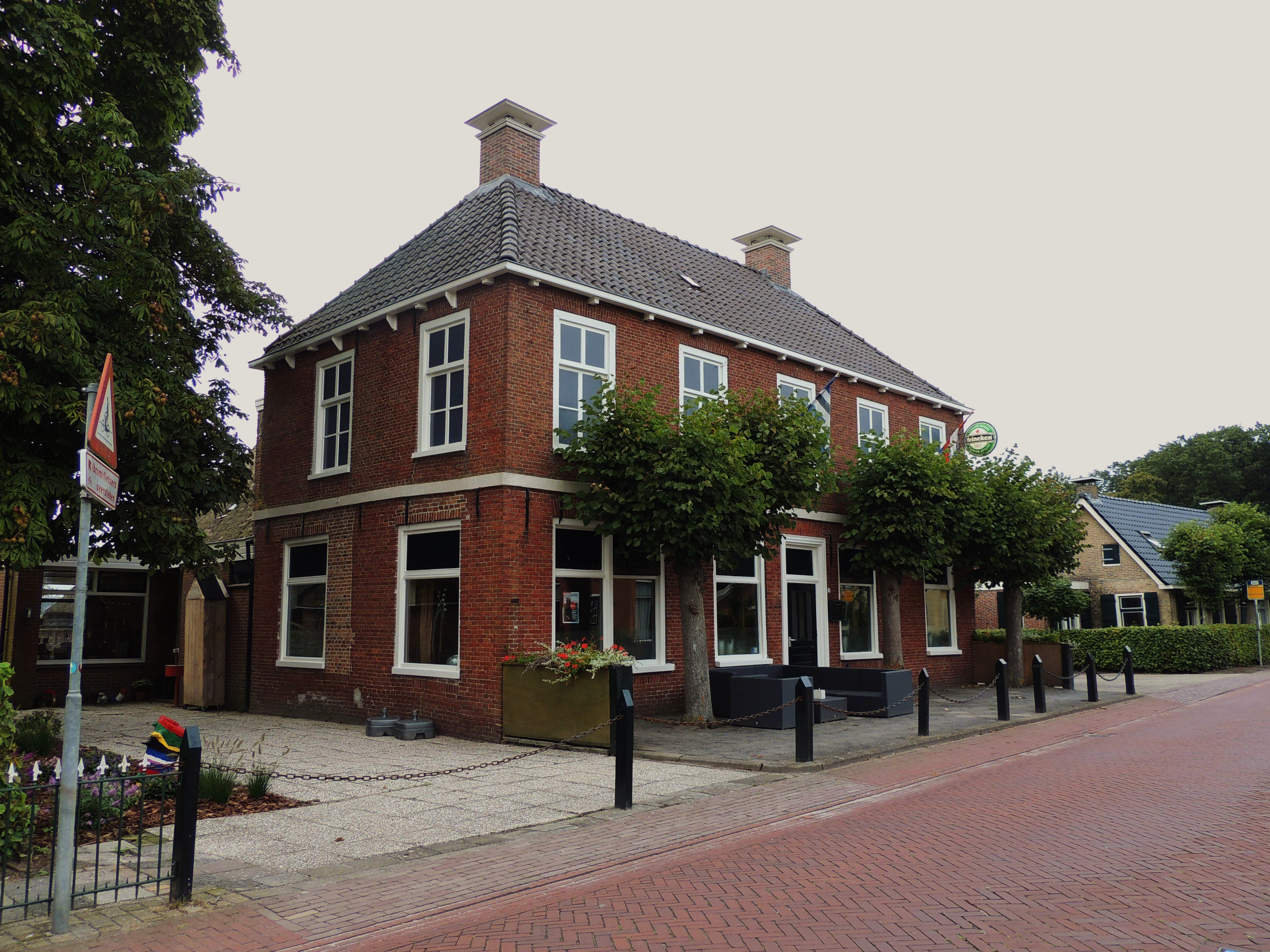
Паб De Swean
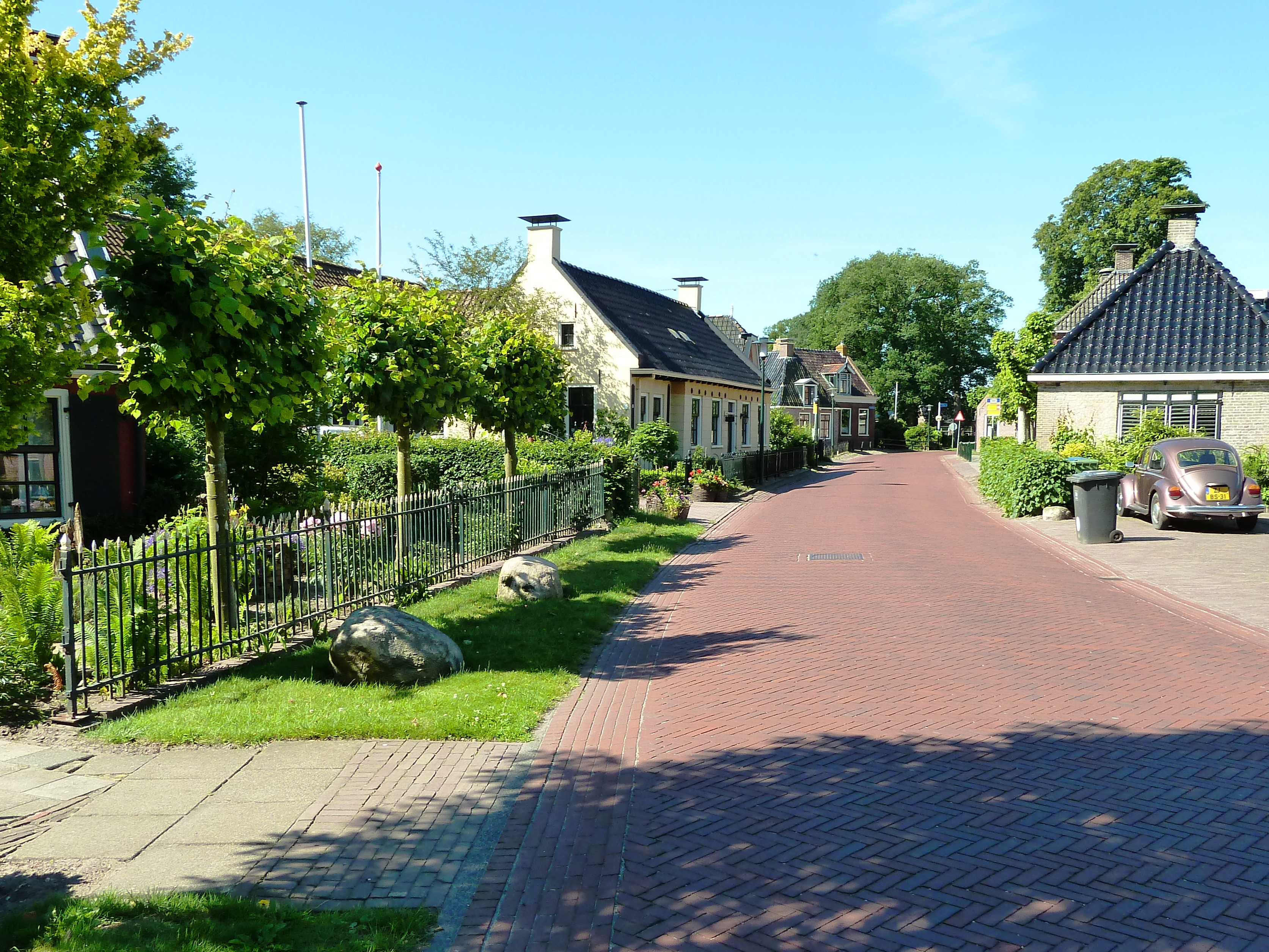
Вулична панорама
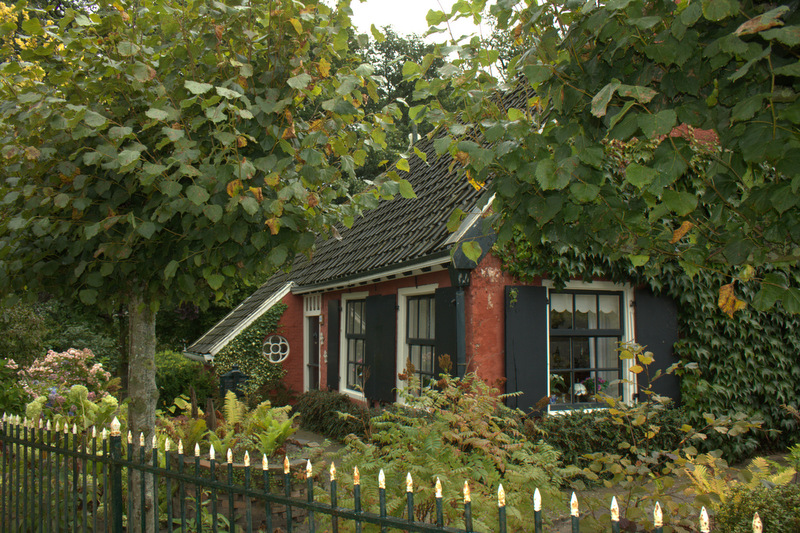
House hidden in the green
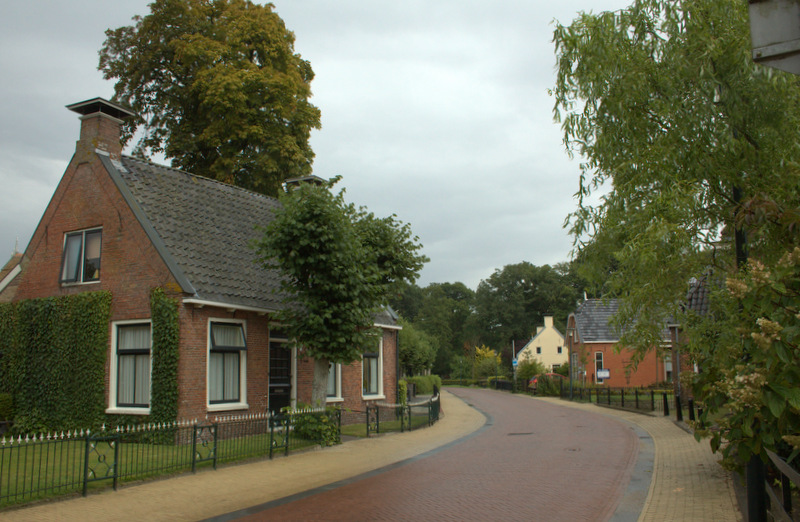
Вид на вулицю